# Chiesa di Sant'Andrea Apostolo (Sequals)
La chiesa di Sant'Andrea Apostolo è la parrocchiale di Sequals, in provincia di Pordenone e diocesi di Concordia-Pordenone; fa parte della forania di Spilimbergo.

## Storia
Si può supporre che, dove sorgeva questa cappella e dove sorge ancor oggi la chiesa, in un tempo assai remoto esistesse un castello, al quale potrebbero appartenere alcuni resti situati sulla collina. Non si sa con certezza quando fu costruita la primitiva chiesa di Sequals, ma è conosciuta con precisione l'anno in cui fu eretta a parrocchiale autonoma rispetto alla pieve matrice di Travesio, ovvero il 1449. Nel 1500 la chiesa venne ristrutturata oppure riedificata; questo edificio fu gravemente danneggiato da un fulmine nel 1679 e, poiché era anche troppo angusto per le esigenze della popolazione, anziché restaurarlo, si preferì rifarlo ex novo. L'attuale parrocchiale venne costruita a partire dal 1740 e, nel 1775, fu dotata del campanile; fu consacrata il 23 settembre 1810. Subì alcuni danni durante il sisma del 1812, altri durante quello del 1976. Infine venne rimaneggiata nel 2001.